# تپه چیا مخان
تپه چیا مخان مربوط به مس و سنگ است و در شهرستان چرداول، بخش هلیلان، دهسان هلیلان، ۱/۵ کیلومتری جنوب روستای چشمه ماهی واقع شده و این اثر در تاریخ ۲۶ اسفند ۱۳۸۷ با شمارهٔ ثبت ۲۶۰۲۹ به‌عنوان یکی از آثار ملی ایران به ثبت رسیده است.